# Tennó Haruka
Tennó Haruka (天王 はるか; Hepburn: Haruka Tenoh), más néven Sailor Uranus (セーラーウラヌス; Szérá Uranuszu, ’magyar változatban Frederique Tenno, illetve Uránusztündér’) egy kitalált szereplő Takeucsi Naoko Sailor Moon című manga- és animesorozatában. Haruka egyike a legnépszerűbb úgynevezett kitalált coming out-szereplőknek anime berkekben. Férfias személyisége egy standard archetípusa a juri történeteknek.

## A szereplő
Harukát egy makacs, erős akaratú, tehetséges és elbűvölő személyiségként mutatják be. A manga és az anime harmadik történetében mutatkozik be, noha az anime második évadának legutolsó epizódjában már felbukkan a sziluettje.
Mindössze tizenhat éves, de már nagyszerű autóversenyző. Bár átlagosan két évvel idősebb a holdharcosoknál, születésnapja olyan időpontra esik, hogy valójában csak egy évfolyammal jár feljebb.
Rövid hajával, férfias öltözködésével és maszkulin kedvteléseivel a fiatal nő egyfajta androgün jelenség a döntő többségében határozottan lányos Sailor Harcosok között. Rendkívül kacér és szeret csinos lányokkal flörtölni akik a viselkedése és ruházkodása miatt félreismerik a nemét és fiúnak gondolják. A mangában még meg is csókolja Uszagit.
Haruka alakja azokon a japán színésznőkön alapul, akik a Takarazuka Revüben férfiszerepeket játsszanak.
Habár a kapcsolata Micsiruval nem mutat be szexuális irányú utalásokat, de számos romantikus töltetű szituációban szerepelnek együtt. Takeucsi Naoko a két szereplő egymáshoz való viszonyát szintén egyértelműsítette a San Diego Comic Con fesztiválon 1998-ban. Ez számos humoros esemény forrása, főleg mert kevés más Szensi-nek vannak komoly, hosszú távú romantikus kilátásai, és mert a különben kihívó Haruka udvariatlannak tartja, hogy megvitassa az emberek érzelmi ügyeit. Minden olyan rajongói találgatás ami azt állítja, hogy Haruka férfi, vagy hermafrodita valótlan. Takeucsi kijelentette, hogy a Haruka mindig lány volt és az is marad. Haruka a szexizmus céltáblája az anime 98. részében, de sosem találkozik homofób megnyilvánulással.
A Micsiruval való kapcsolata mellett közeli barátságot ápol Szecunával. Ők hárman alkotják az „Outer Senshi” csapatát. Később, Sailor Saturn újjászületése után őt is befogadják maguk közé, és együtt nevelik, mint egy nagy család. Haruka családi hátteréről semmit sem tudunk, a mangában mindössze csak arra történik utalás, hogy neki és Micsirunak gazdag támogatói vannak.
Az erőfeszítésben, hogy ne érje célzottan ilyen szexuális utalásokkal rendelkező hatás a fiatal közönséget, amit egy leszbikus szereplő képernyőn való megjelenése jelent, az Egyesült Államokban a szinkronban a két partner unokatestvérekként szerepel. Ez sok átírási problémát vetett fel, amit nem is mindig sikerült gördülékenyen megoldani. Megjegyzendő, hogy ugyanezen okokból a szereplő körül Japánban is folytak viták. Magyarországon, követve a francia mintát, Haruka identitását kétfelé bontották: civilben férfiként ábrázolták (ekkor Seszták Szabolcs kölcsönözte a hangját, illetve az első pár részben Bartucz Attila), harcosként viszont már nő volt (ekkor, leszámítva az első pár részt, Simonyi Piroska volt a hangja).
A musicalekben (Sera Mjú) Haruka és Micsiru kapcsolata változatlan marad, sőt a Kaguja Sima Denszecu Kaiteiban musicalben csókolóznak is. Ők ketten az egyedüliek, akik puszta kézzel is szembeszállnak Sailor Galaxiával (habár megsebezniük nem sikerül őt).
Haruka álma, azon túl, hogy jó holdharcos legyen, az, hogy elismert autóversenyzőként tartsák számon. Ezért a versenyzés a hobbija is, amint azt a mangában is sugallják. Emellett nagyszerű futó is, az iskolai atlétika-klub tagja. Zongorázni is tud, amint az anime egyik epizódjában látható. Személyisége kicsit fellengzős és nehezen megközelíthető, nem nyitott. Kedveli a salátákat, de utálja a nattót. Kedvenc színe az arany.
Akárcsak Sailor Neptune és Pluto, az anime negyedik évadából teljesen kimaradt a karaktere. Viszont a Sailor Moon SuperS Movie-ban ismét felbukkan, ami a történetben ellentmondásokat okoz.

## Megjelenései
Haruka a többi Szensihez hasonlóan többféle identitást birtokol a sorozat során, kezdve az Ezüst Millennium idejétől a 30. századig.

### Sailor Uranus
Ez Haruka Szensi identitása. A kosztümje sárga és mélykék. A titulusa az Ég harcosa, amely a régi római isten, Uránusz titulusából ered. Kesztyűje, szokatlan módon, meglepően rövid szárú. Egyike a legagresszívebb harcosoknak. Nála van a három talizmán egyike, mely kard formájában testesül meg - ezzel képes harcolni is. Általában Sailor Neptune-nan együtt szokott megjelenni. A manga és az anime során egyenruhája a cselekmény során megváltozik: az animében egyszer, a „Super” formát elérve, a mangában pedig kétszer, a végén az „Eternal” forma elérésével.

### Uránusz hercegnő
Az Ezüst Millennium alatt Sailor Uranus a szülőbolygója hercegnője volt, aki a Miranda kastélyban élt és mélykék köntöst hordott. Ismeretlen, hogy abban az időben volt e bármilyen kapcsolata Neptunusz hercegnővel. Ekkor a feladata az volt, hogy védelmezze a Naprendszert a külső betolakodóktól.

## Képességei és készségei
Habár Haruka rendkívül erős és rendelkezik bizonyos pszichikus képességekkel is, civilben egyáltalán nem szokta ezeket a képességeit fitogtatni. Átváltozásra ő is egy „varázstoll” segítségével képes, amely egy fénykört húz köré és ebben nyeri el harcos alakját. Ereje az égből fakad, utalva Uránusz istenre, noha első támadása, a „World Shaking” inkább földalapúnak tűnik, hiszen ez nem más, mint egy földbe dobott tűzgolyó. Második támadását a talizmánja segítségével éri el, ez a „Space Sword Blaster”, egy kard alapú támadás. Harmadik, legerősebb támadása csak a mangában látható. Ez a „Space Turbulence”.

## Karaktere
Sailor Uranus karaktere már azután keletkezett, hogy az írónő megalkotta a belső holdharcosok jól kiforrott csapatát. Ezért egy különleges karaktert tervezett, aki ellentéte, de elválaszthatatlan párja Sailor Neptune-nak. Takeucsi Naoko elsőre meglepődött, amikor látta az anime-Haruka személyiségét, de aztán örült neki, amikor látta, hogy a rajongók megkedvelték.
Haruka az első vázlatokon egy sokkal nőiesebb karakter volt, mint amilyen később lett. Végül is némiképp a többi lány védelmezőjeként lépett színre, Csiba Mamoru ellenpárjaként. A mangában férfias és nőies megjelenése között drámai különbségek vannak, első ránézésre fel sem lehet ismerni a hasonlóságot köztük. Az animében pedig gyakorlatilag nem is lehet civilben nőiesen öltözve látni. Haruka sportautók birtokosa is, a mangában egy Ferrari 512M, az animében egy Toyota 2000GT és egy Mazda Miata birtokosa.
Haruka nevét kandzsikkal a 天 (ten = ég) és a 王 (ó = király) jelekkel kell leírni. Együtt leírva az Uránusz japán nevét, a Tennószeit (天王星) adják ki. Keresztnevét hiraganával írja (はるか), ami jelentheti azt is, hogy „távoli”. Angolul hasonló megfontolásból Amara lett a neve. A francia és a magyar változatban pedig Frederique-nek hívták, mégpedig azért, mert ez a név lehet férfinév és női név is.

## Megformálói
Eredeti japán szinkronhangja Ogata Megumi, aki a sorozatban korábban már alakított szörnyet, Petzet, az egyik Ajakasi nővért, és a fiatal Mamorut. Szerepe eljátszása során úgy instruálták, hogy tegyen úgy, mintha karaktere és Micsiru házasok lennének. Ogata 1995-ben elnyerte a 16. Animage Anime Grand Prix legjobb szinkronszínész díját, amit ennek a szerepnek köszönhetett. A musicalekben négy színész: Kimura Szanae, Takagi Nao, Ucsida Aszako, és Nakajama Akiko játszotta. A karakter az élőszereplős sorozatban nem szerepel.